# Eudorylas corbetti
Eudorylas corbetti är en tvåvingeart som beskrevs av Kapoor, Grewal och Sharma 1987. Eudorylas corbetti ingår i släktet Eudorylas och familjen ögonflugor. Inga underarter finns listade i Catalogue of Life.